# YouTube Vanced
YouTube Vanced (или просто Vanced) — закрытый модифицированный сторонний клиент YouTube для Android со встроенным блокировщиком рекламы.Другие функции приложения включают в себя «SponsorBlock», фоновое воспроизведение, бесплатный режим «картинка в картинке» (PiP), чёрную тему AMOLED, управление яркостью и громкостью смахиванием, а также возможность восстановить отображение дизлайков к видео на YouTube. Также был разработан YouTube Music Vanced.
Название «Vanced» происходит от слова «(ad)vanced» «(про)двинутый».
13 марта 2022 года разработчики YouTube Vanced объявили, что разработка приложения будет прекращена после того, как они получили от Google письмо о прекращении и воздержании, которое вынудило разработчиков прекратить разработку и распространение приложения. Хотя приложение будет продолжать работать для пользователей, которые его уже установили, оно, скорее всего, перестанет работать в какой-то момент в будущем из-за отсутствия обновлений.

## История
В обновлении от июня 2021 года был изменен логотип, а также исправлены ошибки входа в аккаунт и SponsorBlock.

## Функции
- Блокировка рекламы от YouTube и скрытия спонсорской рекламы с помощью SponsorBlock.[10]
- Режим «картинка в картинке» для просмотра видео в плавающем окне.[11]
- «Фоновое воспроизведение» для прослушивания видео в фоновом режиме.[12]
- Принудительный режим HDR.
- Принудительный кодек VP9.
- Переопределить максимальное разрешение.
- Проведите по экрану для управления яркостью и громкостью.
- Вход в аккаунт Google и его использование, как в официальном приложении YouTube, с помощью MicroG.
- Работоспособный счетчик дизлайков под видео.